# Arvillard
Arvillard là một xã thuộc tỉnh Savoie trong vùng Rhône-Alpes ở đông nam nước Pháp. Xã này nằm ở khu vực có độ cao từ 400-2760 mét trên mực nước biển.